# Sită incandescentă

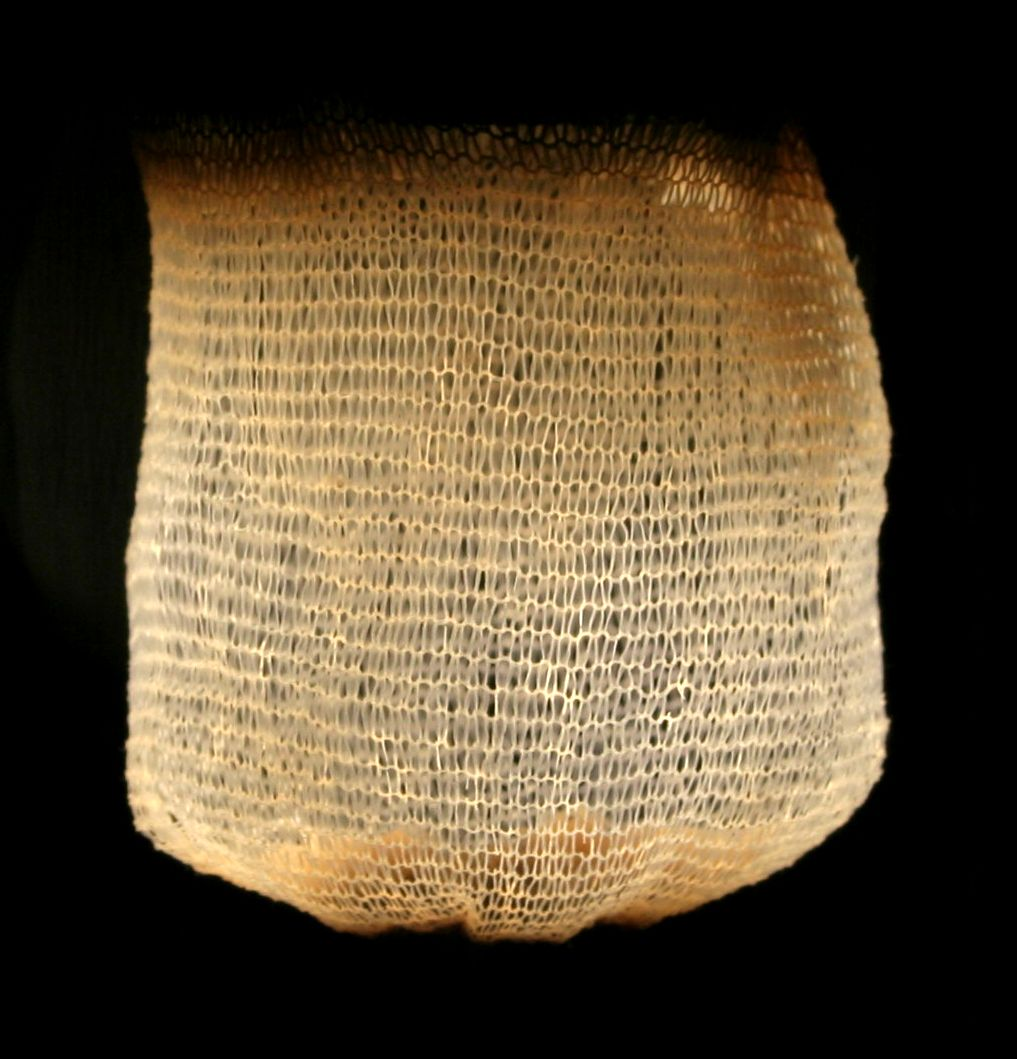
Sită incandescentă produsă de către Compania Coleman

Sita incandescentă (manșonul cu incadescență, manșonul Auer sau plasa de incadescență) este un dispozitiv care prin încălzire generează lumină în spectrul vizibil. A fost inventat și dezvoltat în jurul anului 1880 de către Carl Auer von Welsbach. Dispozitivul a fost utilizat la sfârșitul secolului al XIX-lea pentru a lumina străzile orașelor europene și din America de Nord. În prezent, dispozitivul mai este utilizat pentru felinare portabile de campanie, felinare sub presiune sau unele lămpi cu gaz.
Sitele incandescente sunt deobicei produse robuste la momentul fabricării; elementele de țesătură sunt impregnate cu nitrați, formănd o plasă rigidă de oxizi metalici, care devine fragilă în timpul utilizării. Oxizii metalici produs lumină din căldura rezultată în procesul de ardere. Dioxidul de thoriu a fost un component major al modelelor inițiale. S-a renunțat însă la utilizarea sa, din cauza faptului că thoriul este radioactiv, ceea ce a condus la temeri legate de sănătatea celor ce fabricau sitele. Utilizarea normală nu ridică însă probleme majore de săntate.

## Mecanismul de funcționare
Manșonul (sita) are la bază un sac din țesatură în formă de pară fabricat din mătase naturală sau artificială impregnat cu săruri ale pământurilor rare. Când acesta este încălzit în flacără, fibrele manșonului ard iar sărurile se descompun în oxizi, formându-se o structură casantă de săruri metalice ce păstrează forma originală a manșonului. Sita strălucește cu lumină vie în spectrul vizibil și emite relativ puțină radiație infraroșie. Oxizii pământurilor rare (ceriu) și ai actinidelor (thoriu) au o emisivitate scăzută în infraroșu (relativ la corpurile negre ideale), dar o emisivitate ridicată în spectrul vizibil. Există unele dovezi că emisia poate fi sporită prin catodoluminescență, respectiv emisia luminii din produsele de combustie înainte de atingerea echilibrului termodinamic. Combinația acestor proprietăți produce o sită care – atunci când este încălzită cu o flacără de kerosen sau gaz petrolier lichefiat – emite radiații intense, care este cea mai mare parte a spectrului vizibil, cu relativ puțină energie în infraroșu (nedorită), ceea ce crește eficacitatea luminoasă.